# 도쿄 지하철 05계 전동차
도쿄 지하철 05계 전동차(일본어: 東京地下鉄05系電車)는 1988년 11월 16일부터 운행하고 있는 도쿄 메트로 (이전·제도고속도교통영단) 도자이 선의 전동차이다.
08계는 한조몬 선용으로 05계를 기반으로 개발되었다.
이 차량은 동일본 여객철도 주오·소부 완행선, 도요 고속 철도 도요 고속선과의 직결 운행에 투입할 목적으로 제작되었다.

## 편성표
여기서는 일반적인 사항과 기본 사항 등에 대해 설명한다.
|                                                                | 제01 - 13편성                                                        | 제14편성                                                             | 제15 - 18편성                                                        | 제19 - 24편성                                                        | 제25 - 33편성                                                        | 제34 - 39편성                                                        | 제40 - 43편성                                                        |
| -------------------------------------------------------------- | -------------------------------------------------------------------- | -------------------------------------------------------------------- | -------------------------------------------------------------------- | -------------------------------------------------------------------- | -------------------------------------------------------------------- | -------------------------------------------------------------------- | -------------------------------------------------------------------- |
| 앞면 모양                                                      | 각형 전 오 미등 스커트 없음                                          | 각형 전 오 미등 스커트 없음                                          | 각형 전 오 미등 스커트 없음                                          | 각형 전 오 미등 스커트 없음                                          | 원형 전 오 미등 스커트 있음                                          | 원형 전 오 미등 스커트 있음                                          | 원형 전 오 미등 스커트 있음                                          |
| 전조등                                                         | 실드빔                                                               | 실드빔                                                               | 실드빔                                                               | 실드빔                                                               | 실드빔                                                               | HID                                                                  | HID                                                                  |
| 행선 표시 장치                                                 | 자막                                                                 | 3색 LED                                                              | 3색 LED                                                              | 3색 LED                                                              | 3색 LED                                                              | 3색 LED                                                              | 3색 LED                                                              |
| 차내 안내 표시기                                               | 모든 출입문 위에 설치                                                | 모든 출입문 위에 설치                                                | 모든 출입문 위에 설치                                                | 모든 출입문 위에 설치                                                | 모든 출입문 위에 설치                                                | 모든 출입문 위에 설치                                                | 빽빽한 배치                                                          |
| 제어방식                                                       | 고주파 분권 초퍼                                                     | GTO 소자 VVVF 인버터                                                 | 고주파 분권 초퍼                                                     | IGBT 소자 VVVF 인버터                                                | IGBT 소자 VVVF 인버터                                                | IGBT 소자 VVVF 인버터                                                | IGBT 소자 VVVF 인버터                                                |
| MT비                                                           | 5M5T                                                                 | 4M6T                                                                 | 5M5T                                                                 | 4M6T                                                                 | 4M6T                                                                 | 5M5T                                                                 | 5M5T                                                                 |
| 주전동기 출력                                                  | 160 kW                                                               | 200 kW                                                               | 160 kW                                                               | 205 kW                                                               | 205 kW                                                               | 165 kW                                                               | 165 kW                                                               |
| 편성 총 출력                                                   | 3,200 kW                                                             | 3,200 kW                                                             | 3,200 kW                                                             | 3,280 kW                                                             | 3,280 kW                                                             | 3,300 kW                                                             | 3,300 kW                                                             |
| 기어비                                                         | 5.73 (86:15)                                                         | 7.79 (109:14)                                                        | 5.73 (86:15)                                                         | 7.79 (109:14)                                                        | 7.79 (109:14)                                                        | 6.21 (87:14)                                                         | 6.21 (87:14)                                                         |
| 팬터그래프                                                     | 마름모꼴 5기                                                         | 마름모꼴 4기                                                         | 마름모꼴 5기                                                         | 마름모꼴 4기                                                         | 마름모꼴 4기                                                         | 싱글암식 5기※1                                                       | 싱글암식 3기                                                         |
| 측면 출입문 폭                                                 | 1.3m                                                                 | 1.8m                                                                 | 1.8m                                                                 | 1.3m                                                                 | 1.3m                                                                 | 1.3m                                                                 | 1.3m                                                                 |
| 운전대                                                         | 회전식 투핸들                                                        | 회전식 투핸들                                                        | 회전식 투핸들                                                        | 회전식 투핸들                                                        | 원핸들                                                               | 원핸들                                                               | 원핸들                                                               |
| 좌석 형상                                                      | 구분 무늬 있음 비 파편있는 방식                                      | 구분 무늬 있음 비 파편있는 방식                                      | 구분 무늬 있음 비 파편있는 방식                                      | 구분 무늬 있음 비 파편있는 방식                                      | 구분 무늬 없음 파편있는 방식                                         | 구분 무늬 없음 파편있는 방식                                         | 구분 무늬 없음 파편있는 방식                                         |
| 소매 분할                                                      | 소형                                                                 | 소형                                                                 | 소형                                                                 | 소형                                                                 | 대형                                                                 | 대형                                                                 | 대형                                                                 |
| 좌석 중간 손잡이                                               | 없음                                                                 | 없음                                                                 | 없음                                                                 | 없음                                                                 | 없음                                                                 | 있음                                                                 | 있음                                                                 |
| 정원                                                           | 선두차: 141 ~ 143명 중간차: 152 ~ 155명 10량 편성 정원: 1,506명 전후 | 선두차: 141 ~ 143명 중간차: 152 ~ 155명 10량 편성 정원: 1,506명 전후 | 선두차: 141 ~ 143명 중간차: 152 ~ 155명 10량 편성 정원: 1,506명 전후 | 선두차: 141 ~ 143명 중간차: 152 ~ 155명 10량 편성 정원: 1,506명 전후 | 선두차: 141 ~ 143명 중간차: 152 ~ 155명 10량 편성 정원: 1,506명 전후 | 선두차: 141 ~ 143명 중간차: 152 ~ 155명 10량 편성 정원: 1,506명 전후 | 선두차: 141 ~ 143명 중간차: 152 ~ 155명 10량 편성 정원: 1,506명 전후 |
| 좌석 정원 (휠체어 스페이스· 프리 스페이스 비 탑재차)           | 선두차: 48명 중간차: 54명 (3-7-7-7-3)                                | 선두차: 40명 중간차: 44명 (2-6-6-6-2)                                | 선두차: 40명 중간차: 44명 (2-6-6-6-2)                                | 선두차: 46명 중간차: 54명 (4-6-7-6-4)                                | 선두차: 46명 중간차: 54명 (4-6-7-6-4)                                | 선두차: 48명 중간차: 54명※2 (3-7-7-7-3)                              | 선두차: 48명 중간차: 54명※2 (3-7-7-7-3)                              |
| 개폐 가능 창                                                   | 7명 타리 부                                                          | 6명 타리 부 (호대 제외)                                              | 6명 타리 부 (호대 제외)                                              | 6명 타리 부                                                          | 6명 타리 부                                                          | 7명 타리 부                                                          | 7명 타리 부                                                          |
| 좌석 정원 감소 (휠체어 스페이스 또는 프리 스페이스 1개소 부근) | 3명※3                                                                | 해당차 없음                                                          | 2명                                                                  | 2명                                                                  | 2명                                                                  | 3명                                                                  | 3명                                                                  |

비고
- ※1: 제35 - 39편성은 2개 강하하고있다.
- ※2: 제40 - 43편성의 중간차는 전차량 1개소씩 휠체어 스페이스 또는 프리 스페이스가 있기 때문에, 51명.
- ※3: 제04 - 06편성에만 해당차량이 있다.

## 현황
현재 운행 중인 차량은 가독성을 높이기 위해 굵은 글씨로 표시했다.

### 초기형
| 차호        | 도입 시기 | 운행 중단 시기 | 비고 |
| ----------- | --------- | -------------- | --- |
| 05-101 편성 | 1988년    | 운행 중        | 2013년 10월 30일에 추진제어장치가 고주파 분권 초퍼 제어에서 미쓰비시 VVVF-IGBT(SIC)로 교체되었다. 아야세 지선으로 운행중이다.  |
| 05-102 편성 | 1988년    | 2010년         | 인도네시아에 양도되었다. |
| 05-103 편성 | 1988년    | 운행 중        | 2013년 10월 30일에 추진제어장치가 고주파 분권 초퍼 제어에서 미쓰비시 VVVF-IGBT(SIC)로 교체되었다. 아야세 지선으로 운행중이다.  |
| 05-104 편성 | 1989년    | 2011년         | 인도네시아에 양도되었다. |
| 05-105 편성 | 1989년    | 2011년         | 인도네시아에 양도되었다. |
| 05-106 편성 | 1989년    | 운행 중        | 2013년 10월 30일에 추진제어장치가 고주파 분권 초퍼 제어에서 미쓰비시 VVVF-IGBT(SIC)로 교체되었다. 아야세 지선으로 운행 중이다. |
| 05-107 편성 | 1990년    | 2010년         | 인도네시아에 양도되었다가 폐차되었다.                                                                                          |
| 05-108 편성 | 1990년    | 2010년         | 인도네시아에 양도되었다. |
| 05-109 편성 | 1990년    | 2010년         | 인도네시아에 양도되었다. |
| 05-110 편성 | 1991년    | 2010년         | 인도네시아에 양도되었다. |
| 05-111 편성 | 1991년    | 2010년         | |
| 05-112 편성 | 1991년    | 2011년         | 인도네시아에 양도되었다. |
| 05-113 편성 | 1991년    | 운행 중        | 2013년 10월 30일에 추진제어장치가 고주파 분권 초퍼 제어에서 미쓰비시 VVVF-IGBT(SIC)로 교체되었다. 아야세 지선으로 운행중이다.  |

### 중후기형
| 차호        | 도입 시기 | B수선 시기    | 운행 중단 시기 | 비고 |
| ----------- | --------- | ------------- | -------------- | ---- |
| 05-114 편성 | 1991년    | 2012년        | 운행 중        |      |
| 05-115 편성 | 1992년    | 2016년        | 운행 중        |      |
| 05-116 편성 | 1992년    | 2015년        | 운행 중        |      |
| 05-117 편성 | 1992년    | 2017년        | 운행 중        |      |
| 05-118 편성 | 1992년    | 2014년        | 운행 중        |      |
| 05-119 편성 | 1993년    | 2020년        | 운행 중        |      |
| 05-120 편성 | 1993년    | 2019년        | 운행 중        |      |
| 05-121 편성 | 1993년    | 2019년        | 운행 중        |      |
| 05-122 편성 | 1994년    | 2023년~2024년 | 운행 중        |      |
| 05-123 편성 | 1994년    | 2023년~2024년 | 운행 중        |      |
| 05-124 편성 | 1994년    | 2023년~2024년 | 운행 중        |      |

### N05계
| 차호        | 도입 시기 | 운행 중단 시기 | 비고                                                                   |
| ----------- | --------- | -------------- | ---------------------------------------------------------------------- |
| 05-125 편성 | 1999년    | 운행 중        | 내부 안내기가 LCD로 교체되었다.                                        |
| 05-126 편성 | 1999년    | 운행 중        | 내부 안내기가 LCD로 교체되었다.                                        |
| 05-127 편성 | 1999년    | 운행 중        | 내부 안내기가 LCD로 교체되었다.                                        |
| 05-128 편성 | 2000년    | 운행 중        | 내부 안내기가 LCD로 교체되었다.                                        |
| 05-129 편성 | 2000년    | 운행 중        | 내부 안내기가 LCD로 교체되었다.                                        |
| 05-130 편성 | 2000년    | 운행 중        | 내부 안내기가 LCD로 교체되었다.                                        |
| 05-131 편성 | 2001년    | 운행 중        | 외부 행선기는 풀컬러 LED, 내부 안내기가 LCD로 외내부 모두 교체되었다.  |
| 05-132 편성 | 2001년    | 운행 중        | 외부 행선기는 풀컬러 LED, 내부 안내기가 LCD로 외내부 모두 교체되었다.  |
| 05-133 편성 | 2001년    | 운행 중        | 외부 행선기는 풀컬러 LED, 내부 안내기가 LCD로 외내부 모두 교체되었다.  |
| 05-134 편성 | 2002년    | 운행 중        | 외부 행선기는 풀컬러 LED, 내부 안내기가 LCD로 외내부 모두 교체되었다.  |
| 05-135 편성 | 2002년    | 운행 중        | 외부 행선기는 풀컬러 LED, 내부 안내기가 LCD로 외내부 모두 교체되었다.  |
| 05-136 편성 | 2002년    | 운행 중        | 외부 행선기가 풀컬러 LED로 교체되었다. 내부 안내기가 LCD도 교체되었다. |
| 05-137 편성 | 2003년    | 운행 중        | 외부 행선기가 풀컬러 LED로 교체되었다. 내부 안내기가 LCD도 교체되었다. |
| 05-138 편성 | 2003년    | 운행 중        | 외부 행선기가 풀컬러 LED로 교체되었다. 내부 안내기가 LCD도 교체되었다. |
| 05-139 편성 | 2003년    | 운행 중        | 외부 행선기가 풀컬러 LED로 교체되었다. 내부 안내기가 LCD도 교체되었다. |
| 05-140 편성 | 2004년    | 운행 중        | 외부 행선기는 풀컬러 LED, 내부 안내기가 LCD로 외내부 모두 교체되었다.  |
| 05-141 편성 | 2004년    | 운행 중        | 외부 행선기는 풀컬러 LED, 내부 안내기가 LCD로 외내부 모두 교체되었다.  |
| 05-142 편성 | 2004년    | 운행 중        | 외부 행선기는 풀컬러 LED, 내부 안내기가 LCD로 외내부 모두 교체되었다.  |
| 05-143 편성 | 2004년    | 운행 중        | 외부 행선기는 풀컬러 LED, 내부 안내기가 LCD로 외내부 모두 교체되었다.  |

## 같이 보기
- 도요고속철도 2000계 전동차